# 35. Филмски сусрети у Нишу
35. Филмски сусрети одржани су од 26. до 30. августа 2000. године.

## Жири
| Састав жирија      |                   |                   |
| председница жирија | Љиљана Благојевић | Љиљана Благојевић |
| чланови жирија     | Соња Савић        | Тихомир Арсић     |

## Програм
Филмска продукција је у години бомбардовања била изузетно слаба, на фестивалу је приказано свега 7 филмова који су ушли у конкуренцију, међу којима и један телевизијски филм. Приказан је, такође, филм Маршал, добитник Златне Арене на Филмском фестивалу у Пули, као гостујући филм из Хрватске.
| Дан        | Програм                                      |
| ---------- | -------------------------------------------- |
| 26. август | Свечано отварање                             |
| 26. август | Небеска удица (Љубиша Самарџић)              |
| 27. август | Бело одело (Лазар Ристовски)                 |
| 27. август | Мејдан Симеуна Ђака (ТВ) (Петар Зец)         |
| 28. август | Рањена земља (Драган Лазић)                  |
| 28. август | Тајна породичног блага (Александар Ђорђевић) |
| 29. август | Сенке успомена (Предраг Велиновић)           |
| 29. август | Они који долазе (омнибус)                    |
| 30. август | Свечана додела награда                       |
| 30. август | Маршал (Винко Брешан)                        |

## Награде
| Награда                          | Добитник/Добитница | Улога          | Филм (редитељ/редитељка)                                        |
| -------------------------------- | ------------------ | -------------- | --------------------------------------------------------------- |
| Гран при Наиса                   | Небојша Глоговац   | Каја, репортер | Небеска удица (Љубиша Самарџић), Рањена земља (Драгослав Лазић) |
| Цар Константин                   | Иван Јевтовић      | Турча          | Небеска удица (Љубиша Самарџић)                                 |
| Царица Теодора                   | Ана Софреновић     | Тијана         | Небеска удица (Љубиша Самарџић)                                 |
| Повеља за мушку улогу            | Гордан Кичић       |                | Они који долазе (omnibus)                                       |
| Повеља за женску улогу           | Соња Колачарић     | Сека           | Небеска удица (Љубиша Самарџић)                                 |
| Награда за епизодну мушку улогу  | Дејан Луткић       | Уфоња          | Небеска удица (Љубиша Самарџић)                                 |
| Награда за епизодну женску улогу | Катарина Жутић     | Зози           | Небеска удица (Љубиша Самарџић)                                 |
| Награда за најбољег дебитанта    | Ненад Стоjименовић | сељаког син    | Бело одело (Лазар Ристовски)                                    |

- Награда Павле Вуисић припала је глумцу Драгану Николићу.

- Награду за глумачки пар године, Она и он коју додељују ТВ Новости добили су Вера Чукић и Петар Краљ за улоге у филму Рањена земља.